# بنزو (ای) پیرن
بنزو[ای]پیرن(به انگلیسی: Benzo[a]pyrene) یک ترکیب آلی آروماتیک چند حلقه ای با فرمول شیمیایی C20H12 است. این ماده به صورت بلورهای زرد کم رنگ می‌باشد که در دمای ۱۷۹ درجه سلسیوس مذاب می‌شود و از اجزای قطران زغال سنگ می‌باشد. این ماده به شدت سرطانزا است.

## منایع
1. ↑  Henri A. Favre, Warren H. Powell (2013). Nomenclature of Organic Chemistry: IUPAC Recommendations and Preferred Names 2013. انجمن سلطنتی شیمی. p. 232. ISBN 978-0-85404-182-4.
2. ↑  William M. Haynes (2016). CRC Handbook of Chemistry and Physics (97th ed.). Boca Raton: CRC Press. pp. 3–42. ISBN 978-1-4987-5429-3.
3. ↑  شارپ، دیوید ویلیام آرتور (۱۳۹۴). فرهنگ شیمی. ترجمهٔ عیسی یاوری. تهران: نوپردازان. ص. ۸۸. شابک ۹۷۸-۹۶۴-۹۷۵-۲۴۰-۲.